# Jean Cocteau
Jean Cocteau (Maisons-Laffitte, Francia; 5 de julio de 1889-Milly-la-Forêt, Francia; 11 de octubre de 1963) fue un poeta, dramaturgo, escritor, crítico de arte, ensayista, pintor, director de cine y diseñador francés.
Elegido miembro de la Academia Francesa en 1955 y uno de los artistas que dejaron su huella en la primera mitad del siglo XX, se codeó con la mayoría de quienes animaron la vida artística de su tiempo en Francia. Emprendedor de su tiempo y creador de tendencias, Cocteau es calificado también de buen genio por innumerables artistas y amigos. Louis Aragon habló de un “poeta-orquesta”.

## Biografía
Hijo de Georges Cocteau y de Eugénie Lecomte, nació en Maisons-Laffitte, una pequeña ciudad cerca de París, y fue el menor de tres hermanos, tras Marthe (1877-1958) y Paul (1881-1961). Su padre, abogado y rentista, se suicidó en 1898 disparándose una bala en la cabeza; Jean Cocteau, que aún no tenía 9 años, arrastró este trauma durante mucho tiempo. Esto, junto con el posterior traslado de sus dos hermanos con sus abuelos, hizo que su madre fuera sobreprotectora con el pequeño Jean.
Descubrió el teatro y el cine a los seis años cuando su madre le traía programas de sus numerosas salidas. Luego, cuidadosamente recogidos por el joven muchacho que imagina los escenarios, el texto y la música, los inicios de un futuro hombre camaleón.  
En 1900 ingresó en el Lycée Condorcet, del que fue expulsado por indisciplina cuatro años más tarde, y en 1906 continuó su educación en el Lycée Fénelon, donde nunca logró un rendimiento regular debido a su falta de interés.

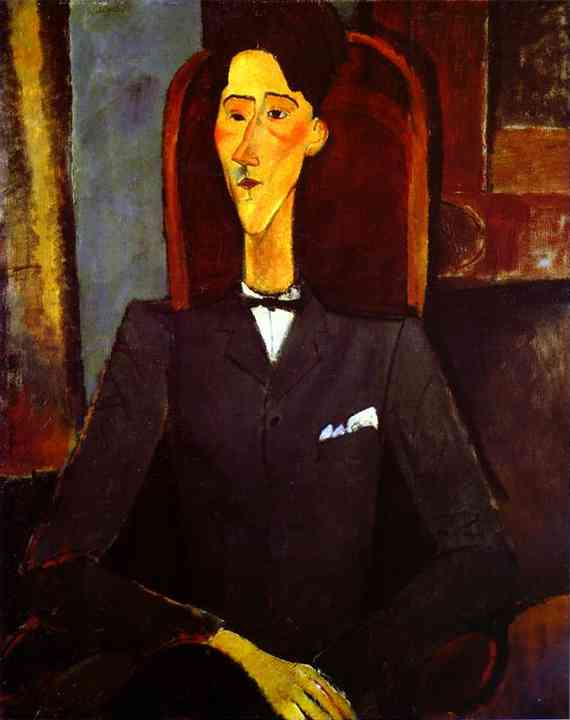
Jean Cocteau, por Amedeo Modigliani.

Cocteau comenzó a escribir poemas a muy temprana edad y en 1908, Édouard de Max, fanático de la obra del joven, lo presentó como un joven prodigio en una matinée poética en el Théâtre Fémina. Al año siguiente, publicó su primera compilación, La lampe d'Aladin.
En 1909, el año en que se mudó con su madre a la calle parisina d'Anjou, tuvo una fugaz relación con la comediante Madeleine Carlier y, gracias a su amistad con Serguéi Diáguilev y a la revelación de su compañía de danza, Jean Cocteau ingresó en el círculo del ballet y el teatro.

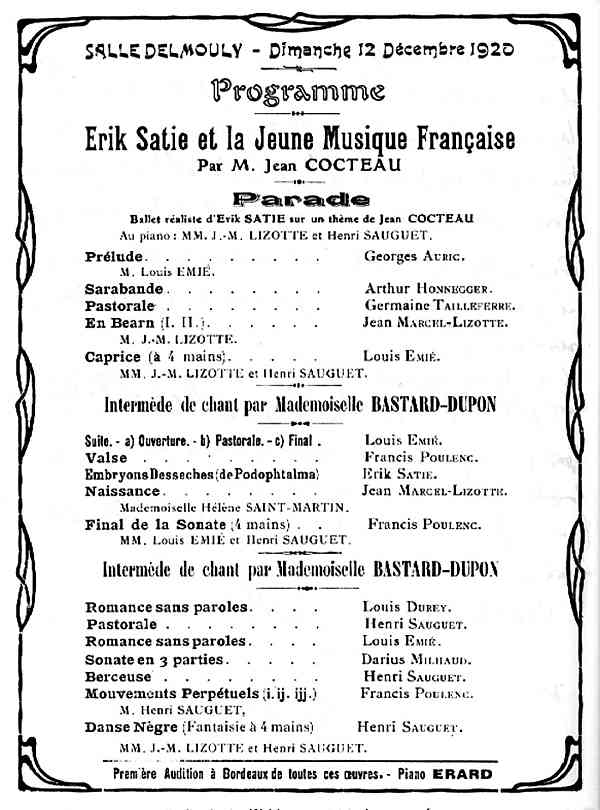
Afiche del estreno del ballet Parade, de Jean Cocteau y Erik Satie.

La muerte súbita de su gran amor, Raymond Radiguet, el 12 de diciembre de 1923 le afectó terriblemente y llegó a declarar: «Ya no escribiré». Desesperado, Cocteau se aficiona al opio y a pesar de numerosas curas de desintoxicación, consumirá drogas hasta el final de su vida. En 1925 conoce a  Jean Desbordes (1906-1944) a quien dibujará en los 25 Dessins d'un dormeur de 1929
En 1930 realizó su primera película La sangre de un poeta y más tarde fue hospitalizado durante 40 días debido a un ataque de fiebre tifoidea. Durante 1932 mantuvo una relación con Natalia Paléi, hija de gran duque ruso Pablo Románov. La princesa quedó embarazada, pero sufrió un aborto. Cocteau se refiere a esta tragedia en Le passé défini, donde asegura que el aborto se habría debido a una violenta escena con Marie-Laure de Noailles. Sin embargo, bien podría haber sido causado por el opio, droga en la que Cocteau la había iniciado.
Después de Paléi, ya no se le conocerán relaciones sentimentales importantes con mujeres; solo con hombres: Marcel Khill, a quien conoció el mismo año del aborto de Paléi y con quien realizó en 1936 su viaje alrededor del mundo en 80 días (en Mon Premier voyage figurará como Passepartout), Jean Marais; Édouard Dermit, que se convertiría en su hijo adoptivo y heredero.
En 1943 falleció su madre; dos años más tarde filma La Belle et la Bête (estrenada en 1946), especialmente escrita para Marais, su pareja más duradera, a quien había conocido en 1937. Su relación con el joven actor levantó fuertes críticas, que contrarrestó en sus ensayos contra la homofobia. Cocteau le había dado a Marais un papel mudo en su Edipo Rey y luego, en 1938, creó para él la pieza Los padres terribles. Marais actuará también en 1946 en su obra de teatro El águila de dos cabezas y en su famosa película Orfeo, estrenada en 1950.
Su mano derecha en el teatro y el cine fue el pintor y diseñador Christian Bérard —a quien Cocteau apodaba Bebé—, realizador de las exquisitas escenografías de La bella y la bestia, La voz humana, El águila de dos cabezas y otras obras, hasta que muere en 1949, a los 47 años.
Cocteau fue elegido miembro de la Academia francesa el 3 de marzo de 1955 y dos años después se convierte en miembro honorario del Instituto Nacional de Artes y de Letras de Nueva York.
En 1960 realiza para el Teatro Colón de Buenos Aires la escenografía para la ópera La Voix Humaine de Francis Poulenc, interpretada por Denise Duval.
Jean Cocteau murió en Milly-la-Forêt, cerca de Fontainebleau, el día 11 de octubre de 1963, víctima de un infarto agudo de miocardio, horas después de enterarse del fallecimiento de su amiga Édith Piaf. La casa ha sido abierta al público, y alberga una importante colección de obras y recuerdos.

## Obras
- Obras escogidas, prosa, dibujos y teatro, con 118 ilustraciones; prólogo de Juan Gil Albert, trad.: Aurora Bernárdez, Luis Hernández Alfonso, Miguel de Hernani, José Hesse, Julio Lago y Enrique López Martín; Aguilar, Madrid, 1966, 1274 pp (reimpresión: 1969). Contiene:
  - Prosa: Thomas el impostor, Chicos terribles; Retratos; Recuerdo; Discurso de recepción en la Academia Francesa
  - Dibujos: Setenta dibujos para Chicos terribles
  - Teatro: Los novios de la Torre Eiffel; Orfeo; La voz humana; La máquina infernal; Los caballeros de la Mesa Redonda; Los padres terribles; Los monstruos sagrados; La máquina de escribir; El águila de dos cabezas; Baco
- Cocteau en España, dibujos, cerámicas, litografías, fotografías; catálogo de la exposición, Museo Camón Aznar, Zaragoza, 1992
- Cocteau y España, Museo Reina Sofía, 2001

### Novelas
- Le Potomak, 1919 — El Potomak,, trad.: Montserrat Morales Peco; Cabaret Voltaire, Barcelona, 2013
- Le Grand écart, 1923 — La gran separación,, trad.: Montserrat Morales Peco; Cabaret Voltaire, Barcelona, 2009
- Thomas l'imposteur, 1923 — Thomas el impostor, Bruguera, trad.: Ramón Camps Salvat, Barcelona, 1981; trad.: Montserrat Morales Peco, Cabaret Voltaire, Barcelona, 2006
- Le Livre blanc, 1928 — El libro blanco, prólogo y trad.:  Arturo Bázquez Barrón, introducción de Milorad, editorial P. Arriaga, México, 1995; prólogo de Vicente Molina Foix, trad.: Martine Monleau; La Máscara, Valencia, 1999; trad.: Montserrat Morales Peco, Cabaret Voltaire, Barcelona, 2010
- Les Enfants terribles, 1929 — Infancia terrible, trad.: Julio Gómez de la Serna; Ediciones Ulises, Madrid, 1930, Nardin, Buenos Aires, 1955; Los muchachos terribles, Editorial Fontamara, Barcelona 1974; Los niños terribles, trad.: Mauricio Wacquez, Bruguera, Barcelona, 1981; edición y trad.: José Ignacio Velázquez; Cátedra, Madrid, 1997 (reedición: 2006)
- La Fin du Potomak, 1940
- Les deux travestis, 1947

### Poesía
- La lampe d'Aladin, 1909
- Le prince frivole, 1910
- La danse de Sophocle, 1912
- Le Cap de Bonne-Espérance, 1918
- L'Ode à Picasso, 1919 — Oda a Picasso, prólogo y trad.: Cristina Peri Rosi; Pequeña Biblioteca Calamus Scriptorius, Barcelona, 1981 (reedición: Palma de Mallorca, José J. de Olañeta, 2003)
- Poésies 1917-1920, 1920
- Vocabulaire, 1922
- Plain-chant, 1923
- Cri écrit, 1925
- Prière mutilée, 1925
- L'Ange Heurtebise, 1926
- Opéra, 1927
- Morceaux choisis, poèmes, 1926-1932, 1932
- Mythologie, 1934
- Énigme, 1939
- Allégories, 1941
- Poèmes écrits en allemand,
- Léone, 1945
- La crucifixion, 1946
- Poèmes, 1948
- Anthologie poétique de Jean Cocteau, 1951
- La nappe du Catalan , 1952
- Le chiffre sept, 1952
- Appogiatures, 1953
- Dentelle d'éternité, 1953
- Clair-obscur, 1954
- Poèmes, 1916-1955, 1956
- Paraprosodies précédées de 7 dialogues, 1958
- Gondole des morts, 1959
- Cérémonial espagnol du phénix, suivi de La partie d'échecs, 1961
- Le Requiem, 1962
- Poemas, edición bilingüe, trad.: Ahmed el-Boab; Letras Vivas, México, 2000

### Dramaturgia
- Parade, 1917. Para los Ballets Rusos: compuesto por Sergei Diaghilev, coreografiado por Léonide Massine, música de Erik Satie y vestuario y escenografía por Pablo Picasso
- Orphée, 1926
- Oedipus Rex, 1927. Música de Ígor Stravinski
- Roméo et Juliette, 1928
- La Voix humaine, 1930. En 1958, Francis Poulenc escribió una ópera homónima con libreto de Cocteau basado en esta pieza. En el 2013, se estrenó el cortometraje La voce umana, dirigido por Edoardo Ponti y con Sophia Loren como actriz principal
- La machine infernale, 1934
- Œdipe-roi, 1937
- Le bel indifférent, 1940
- L'Épouse injustement soupçonnée, 1943

1946, Le Jeune Homme Et La Mort
- Théâtre I: Antigone - Les Mariés de la tour Eiffel - Les Chevaliers de la table ronde - Les Parents terribles, 1948
- Théâtre II: Les Monstres sacrés - La Machine à écrire - Renaud et Armide - L'aigle à deux têtes, 1948
- Théâtre de poche, 1949
- Bacchus, 1952
- Nouveau théâtre de poche, 1960
- L'Impromptu du Palais-Royal, 1962
- Paul et Virginie, 1968
- Le gendarme incompris, 1971

Ediciones de teatro en español
- El águila de dos cabezas, trad.: Javier Olavide; Editorial José Janés, Barcelona, 1950
- Los padres terribles (1938); Los monstruos sagrados;  La máquina de escribir (1941), trad.: Aurora Bernárdez, Losada, Buenos Aires, 1952 (reedición: 1959)
- Antígona; Reinaldo y Armida, prefacio de Rosa Chacel, trad.: Miguel Alfredo Olivera y Rosa Chacel; Emecé, Buenos Aires, 1952
- Cuatro monólogos, con cinco dibujos originales del autor, Ediciones Alfil, Madrid, 1962. Contiene:
  - El bello indiferente; La voz humana; La farsa del castillo; El fantasma de Marsella
- Los padres terribles (1938), Losada, Buenos Aires, 1974
- Los monstruos sagrados y La máquina de escribir (1941), Losada, Buenos Aires, 2004
- Baco; Los novios de la Torre Eiffel; y Los caballeros de la Mesa Redonda; trad.: Miguel de Hernani, Losada, Buenos Aires, 2004
- Los padres terribles (1938) y La máquina de escribir (1941), Losada, Buenos Aires, 2006

### Ensayo, crítica, diarios
- Carte blanche, 1920
- Le Secret professionnel, 1922
- ''Le Rappel à l'ordre - Lettre à Jacques Maritain, 1926
- Opium: Journal d'une désintoxication, diario escrito en 1928-1929; publicado en 1930 —  Opio: diario de una desintoxicación, prólogo y trad.: Julio Gómez de la Serna, Ediciones de la Flor, Buenos Aires, 1969; Opium, prólogo y trad.: Ignacio Vidal-Folch; Planeta, Barcelona, 2009
- Essai de critique indirecte
- Portraits-Souvenir, 1935
- Mon Premier voyage, vuelta al mundo en 80 días, 1937
- Le Greco, 1943
- Le Foyer des artistes - La Difficulté d'être, 1943 — La dificultad de ser, trad.: María Teresa Gallego Urrutia; Siruela, Madrid, 2006
- Lettres aux Américains - Reines de la France, 1949
- Jean Marais - Entretiens autour du cinématographe (avec André Fraigneau), 1951
- Jean Marais par Jean Cocteau, Calmann-Lévy, 1951
- Gide vivant, 1952
- Journal d'un inconnu. Démarche d'un poète, 1953
- Colette (discours de réception à l'Académie royale de Belgique) - Discours de réception à l'Académie française, 1955
- Discours d'Oxford, 1956
- Entretiens sur le musée de Dresde (avec Louis Aragon) - La Corrida du 1re mai, 1957 — La corrida del 1 de mayo, trad.: David Villanueva Sanz; Demipage, Madrid, 2009
- Poésie critique I, 1959
- Poésie critique II, 1960
- Le Cordon ombilical, 1962 — El cordón umbulical, trad.: Antonio Álvarez, edición de Alfredo Taján; Confluencia, Málaga, 2012
- La Comtesse de Noailles, oui et non, 1963
- Lettres à sa mère, Gallimard, Paris, 1989 — Cartas a mi madre 1906-1918, trad.:Pedro Ubertone; Libros del Zorzal, Buenos Aires, 2003

### Pintura
- Dessins, 1923
- Le mystère de Jean l'oiseleur, 1925
- Maison de santé, 1926
- Poésie plastique, 1927
- 25 dessins d'un dormeur, 1928
- Soixante dessins pour les Enfants terribles, 1935
- Dessins en marge du texte des Chevaliers de la table ronde, 1941
- Drôle de ménage, 1948
- La chapelle Saint-Pierre, Villefranche-sur-mer, 1957
- La salle des mariages, Hôtel de ville de Menton, 1957
- La Chapelle Saint-Pierre, 1958
- Saint-Blaise- des -simples, 1960

### Cine
| Título español                        | Título original                       | Año  |
| ------------------------------------- | ------------------------------------- | ---- |
| La sangre de un poeta                 | Le Sang d'un poète                    | 1932 |
| La bella y la bestia                  | La Belle et la Bête                   | 1946 |
| El águila de dos cabezas              | L'Aigle à deux têtes                  | 1948 |
| Los padres terribles                  | Les Parents terribles                 | 1948 |
| Los niños terribles                   | Les enfants terribles                 | 1950 |
| Orfeo                                 | Orphée                                | 1950 |
| La Villa Santo-Sospir                 | La Villa Santo-Sospir                 | 1952 |
| 8 X 8                                 | 8 X 8                                 | 1957 |
| El testamento de Orfeo                | Le Testament d'Orphée                 | 1959 |
| Jean Cocteau s'adresse... à l'an 2000 | Jean Cocteau s'adresse... à l'an 2000 | 1962 |